# Тань Синьпэй
Тань Синьпэ́й (кит. трад. 譚鑫培, упр. 谭鑫培, пиньинь Tán Xīnpéi; 23 апреля 1847 — 10 мая 1917) — китайский актёр, исполнитель ролей ряда амплуа в пекинской опере, основатель школы «Тань». Один из тринадцати великих актёров поздней Цин.
Имя при рождении — Тань Цзиньфу. В ранние годы пользовался сценическим псевдонимом — Сяо Цзяотянь.

## Биография
Родился 23 апреля 1847 года в деревне Таньцзовань уезда Цзянся провинции Хубэй в семье актёра пекинской оперы Тань Чжидао, исполнявшего роли амплуа лаодань.
С десяти лет стал учиться китайской опере, среди его учителей был Чэн Чангэн. Начав с амплуа ушэн («воин»), позднее переключился на амплуа лаошэн («старик»).
Начинал карьеру в труппе Саньцин, потом перешёл в труппу Сыси, а затем создал собственную труппу Тунцин.
Занимался реформированием пекинской оперы, основал школу «Тань», ставшую наиболее влиятельной в пекинской опере конца XIX века.
В 1905 году снялся в первом китайском фильме «Битва при Динцзюньшане».
Был любимым актёром вдовствующей Великой императрицы Цыси.
Умер в Пекине в возрасте 70 лет.
Его сын Тань Сяопэй, внук Тань Фуин, правнук Тань Юаньшоу и праправнук Тань Сяоцзэн также стали известными актерами пекинской оперы в амплуа лаошэн, а прапраправнук Тань Чжэнянь уже добивается успеха в деле, которому посвятили несколько поколений его предков.
Среди учеников Тань Синьпэя, помимо его сына Тань Сяопэя, были такие мастера пекинской оперы, как Янь Цзюйпэн, Юй Шуянь, Ван Ючэнь, Гу Цзюньцин, Мэн Сяожу, Ло Сяобао и другие.

## Творчество
Тань Синьпэй специализировался на героических и комических военных ролях амплуа шэн. Наибольшую известность получил не столько за новаторство в своих ролях, сколько за умелое использование наработок старых мастеров, их комбинирование.
Обладая сильным звонким и мягким голосом и хорошими навыками в акробатике, получил широкое признание за свои роли амплуа лаошэн. Лян Цичао написал о Тань Синьпэе: «Его имя вызывает рёв — как гром по всему миру».
Комбинируя акценты Хугуана и центрального Китая, создал один из образцовых напевов в пекинской опере.
В репертуаре Тань Синьпэя более трёхсот ролей.